# 小斑裸胸鱔
黃身裸胸鱔，又稱黃身裸胸鯙，為輻鰭魚綱鰻鱺目鯙亞目鯙科裸胸鳝属的其中一種，分布於東印度群島海域，體長可達26公分，為底棲性魚類，屬肉食性，生活習性不明。

## 擴展閱讀
維基物種上的相關：黃身裸胸鱔